# Prague Pride 2014

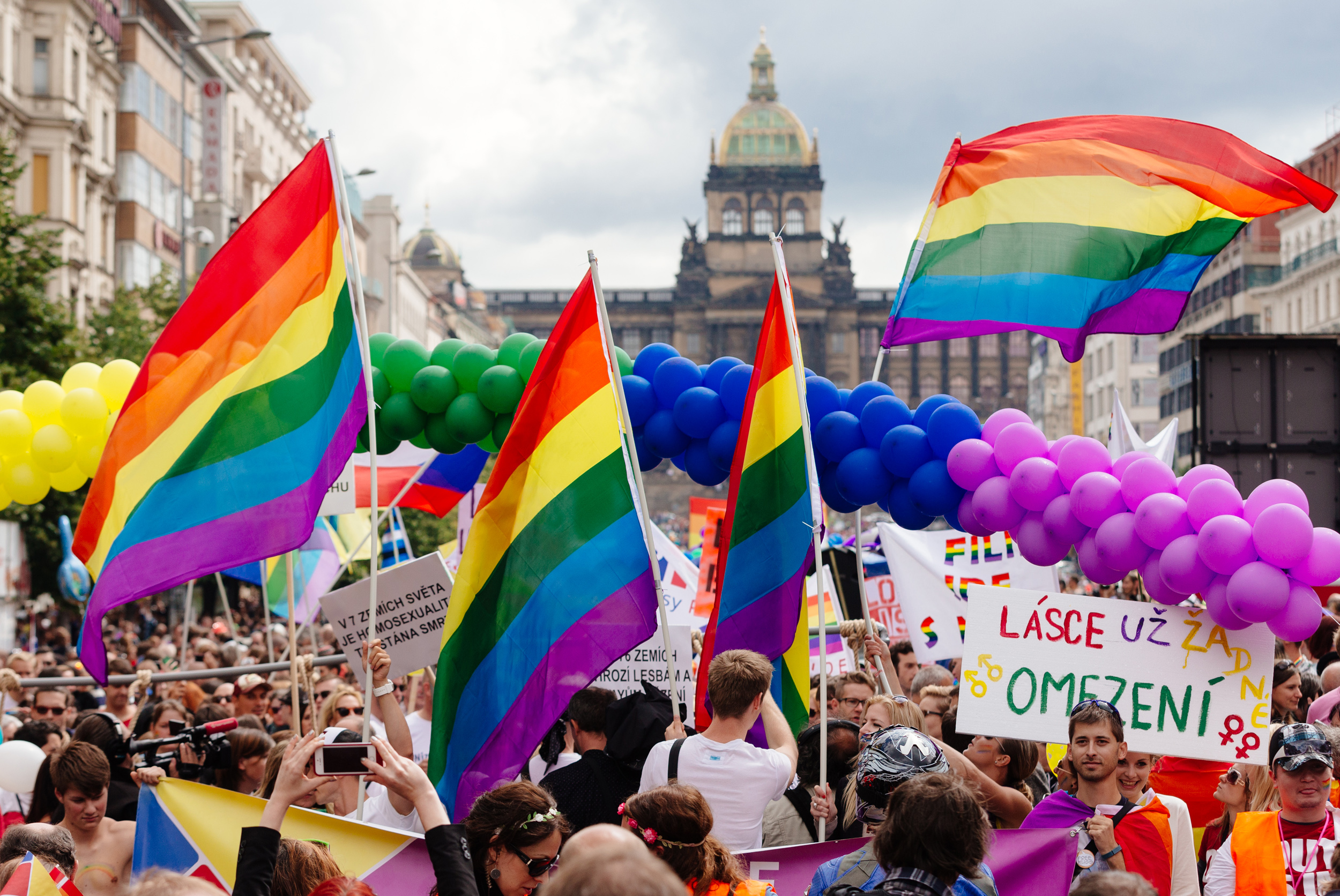
Duhové vlajky jako symbol LGBT hnutí při shromáždění na Václavském náměstí (foto: Lukáš Bíba pro Prague Pride)

Prague Pride 2014 byl čtvrtý ročník pražského festivalu Prague Pride zaměřený na tematiku gayů, leseb, bisexuálních a transgender osob. Festival se konal v týdnu od 11. do 17. srpna 2014, veřejně nejvíce exponovanou součástí festivalu byl průvod pořádaný po vzoru pochodů gay hrdosti Gay Pride v sobotu 16. srpna. Hlavním motivem ročníku byla podpora LGBT lidí ze zemí na východ od České republiky.

## Téma festivalu

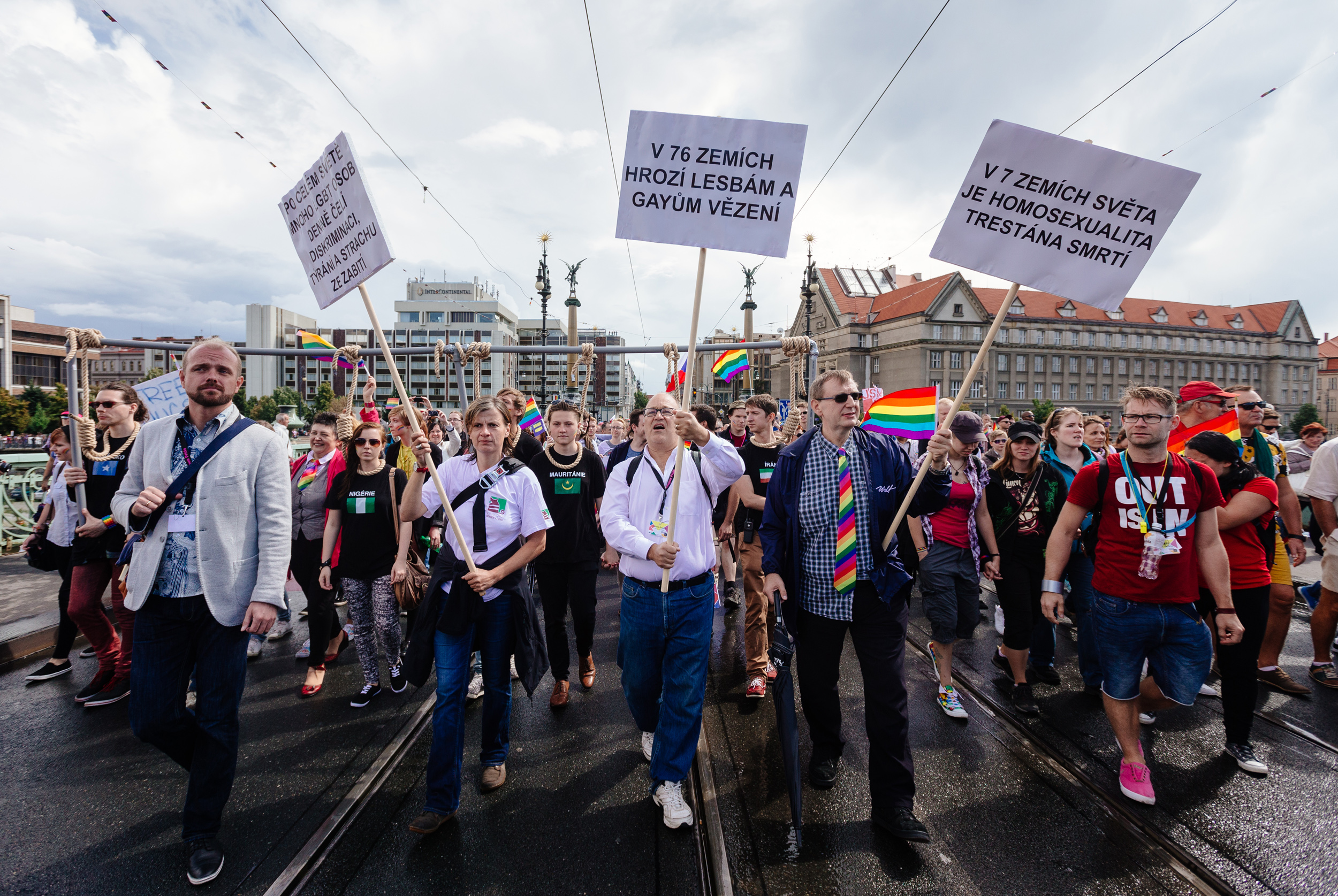
Czeslaw Walek, Jiří Hromada ad. s hesly upozorňujícími na nepříznivé postavení leseb a gayů v některých zemích světa (foto: Lukáš Bíba pro Prague Pride)

Hlavním tématem čtvrtého ročníku festivalu se stal život gayů a leseb ve východních zemích. Předseda pořádající organizace Czeslaw Walek k tomu uvedl: „V Moskvě jsou průvody gayů a leseb zakázané až do roku 2112, v okolních státech jejich účastníci riskují útok policie nebo holých lebek.“
Prostřednictvím mobilní aplikace a zabezpečené webové stránky LGBTavatars.cz nacházeli od začátku července účastníci festivalu své protějšky z Ruska, Běloruska, Ukrajiny a jiných zemí, kteří se nemohli akce osobně zúčastnit. Těm pak mohli online zprostředkovávat své postřehy z události. S kreativní myšlenkou přišla reklamní agentura Geometry Global a web i aplikaci vytvořila agentura Adikt Mobile. Tvářemi této kampaně se stali např. herečka Lenka Zahradnická, Česká Miss 2011 Jitka Nováčková či tanečník a choreograf Yemi A.D. Dalším představitelem tématu se stal Arménec Vaagn Chakhoain, který v Rusku vystudoval vysokou školu a nastoupil jako učitel zeměpisu, když se však okolí dozvědělo o jeho homosexualitě, stal se terčem útoků a odcestoval do ČR, kde požádal o vízum a ochranu.
Téma se odrazilo i v grafickém vizuálu festivalu, který měl připomínat agitační plakáty z 50. let 20. století. Duhovou vlajku na něm v hrdinské póze nesl předseda Walek spolu se svým manželem Willemem. Motto znělo: „Povstaň proti homofobii.“
V březnu 2015 vyhlásil Art Directors Club vítěze ocenění ADC Creative Awards, přičemž kampaň LGBTavatars společností Ogilvy & Mather a Geometry Global pro Prague Pride obsadila bronzovou příčku v kategoriích online přímého marketingu a digitálního designu, stříbrnou v kategorii inovativního využití médií a zlatou v kategorii sociálních médií.

## Podpora
Událost poprvé ve své 4leté historii získala záštitu člena vlády. Poskytl ji sociálně-demokratický ministr pro lidská práva, rovné příležitosti a legislativu Jiří Dienstbier. Další podporu poskytl také pražský primátor Tomáš Hudeček (TOP 09).
Festival se těšil také každoroční podpoře velvyslanectví USA v Praze v čele s končícím velvyslancem Normanem L. Eisenem. Ambasáda u příležitosti zahájení nasvítila duhovými barvami svůj zahradní gloriet na Malé Straně a v Americkém centru se uskutečnilo několik akcí z programu Prague Pride.
Manažer Prague Pride pro mezinárodní vztahy Willem van der Bas uvedl, že je festival již méně závislý na grantech a více na komerčních sponzorech. Jako příklad uvedl podporu pivovaru Staropramen, který akci sponzoroval druhým rokem.
Oficiální podporu poskytlo festivalu víc než 10 pražských hotelů, téměř 20 barů a 36 firem a korporací. Mezi nimi byla kromě Staropramenu také škola vaření Cocina Rivero, filmový distributor Bontonfilm, společnost IBM či hotel Hilton. Z celkového rozpočtu 3,1 milionu korun poskytli soukromí sponzoři necelých 900 tisíc. Jedním z nových prostředků individuálního fundraisingu se stal tzv. Odpustkomat.

## Program
Festival Prague Pride probíhal v týdnu od 11. do 17. srpna 2014. Program zahrnoval celkem 117 akcí na pěti desítkách míst v Praze. Druhým rokem vznikla provizorní festivalová vesnička, kolem níž se soustředila řada událostí, a to v Containallu nedaleko Karlova mostu. Např. pořadatelé filmového festivalu Mezipatra zde denně promítali tematický film.

### Týdenní festival

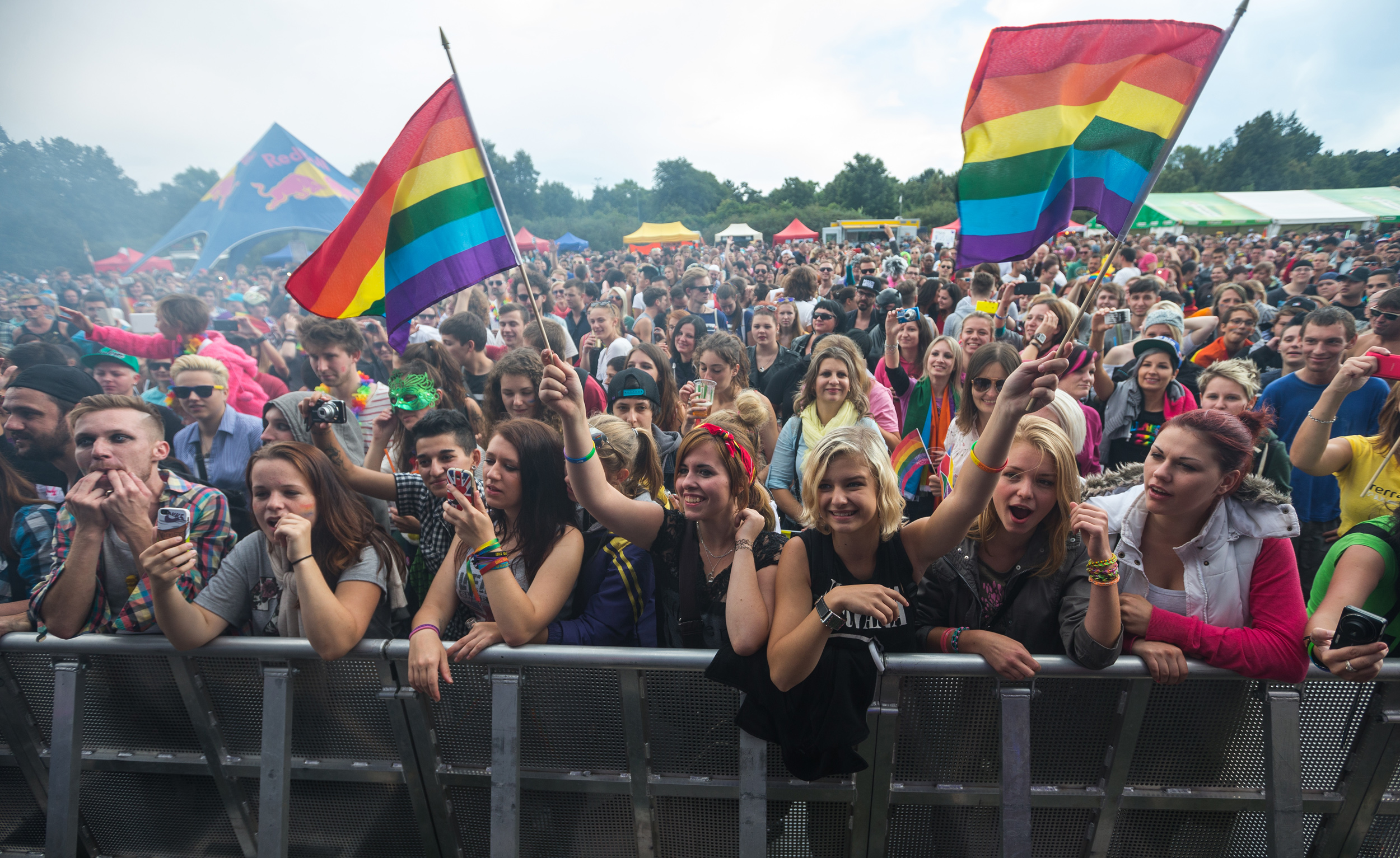
Publikum hudebního programu na Letenské pláni (foto: Lukáš Bíba pro Prague Pride)

Oficiální zahajovací setkání se uskutečnilo v reprezentativních vládních prostorách Hrzánského paláce.
V pondělí 11. srpna vystoupila newyorská skupiny Betty, známá z televizního seriálu Láska je Láska (L Word).
V úterý 12. srpna byla na Václavském náměstí zahájena výstava Pink Choice vietnamské fotografky Maiky Elan zobrazující gay a lesbické páry z Hanoje a dalších měst. Série snímků získala 1. cenu World Press Photo 2013 v kategorii Aktuální problém.
Ve dnech 12. a 14. srpna uspořádala Společnost pro queer paměť (SPQP) prohlídkové trasy po Praze s výkladem k místům významným pro gay a lesbickou komunitu.
Ve středu 13. srpna vystoupilo ve Fóru Karlín synthpopové duo Pet Shop Boys. Téhož večera se ve Francouzském institutu uskutečnil program Pride Voices, při němž čeští i zahraniční řečníci seznámili publikum prostřednictvím vlastních příběhů se situací LGBT komunit ve svých zemích.
Na piazzetě Národního divadla proběhlo taneční představení Ábel/Hevel izraelské choreografky Rachel Erdos, v němž účinkovali izraelští i palestinští tanečníci.
Další diskuse s názvem „Mráz přichází z Kremlu, teplo ze západu“ proběhla v Centru Člověka v tísni Langhans ve čtvrtek 14. srpna. Týž den se konalo v hotelu Hilton Business Forum, v jehož rámci se debatovalo o vstřícném přístupu firem k LGBT zaměstnancům.
V pátek 15. srpna se v Americkém centru konala diskuse s gay diplomaty na téma jejich zkušeností z různých koutů světa. V Experimentálním prostoru NoD se zas konal komponovaný večer „Hot Chocolate“ zaměřený na problematiku homosexuality v romské komunitě.
Na neděli 17. pak byla naplánována bohoslužba Českobratrské církve evangelické v kostele sv. Martina u zdi.

### Průvod městem

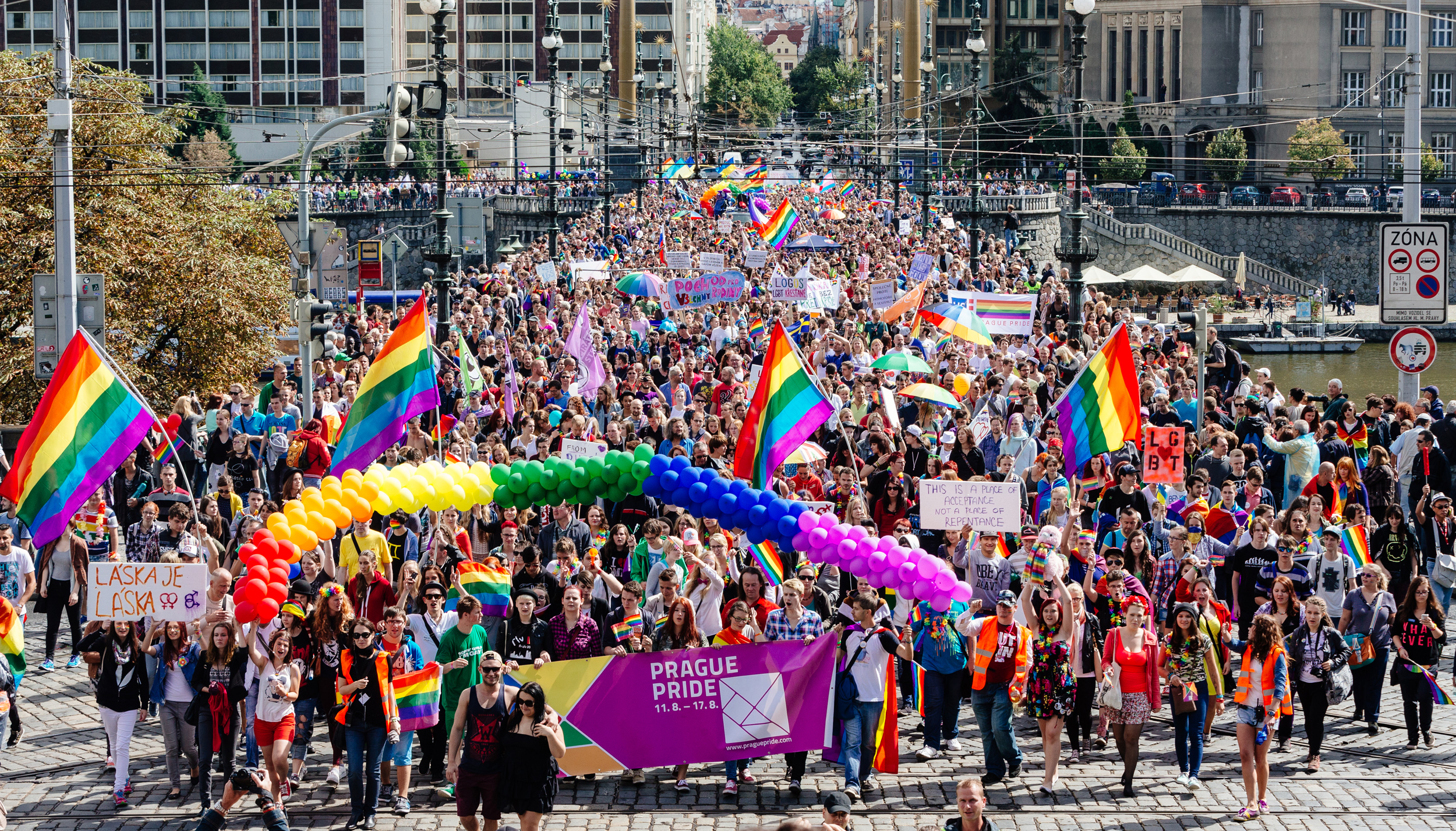
Průvod Prague Pride prochází přes Čechův most (foto: Lukáš Bíba pro Prague Pride)

Vrcholem programu se jako obvykle stal sobotní průvod Prahou. V předchozím roce jej museli organizátoři vést jinou trasou, neboť si tu tradiční z Václavského náměstí přes Národní třídu na Střelecký ostrov předem zamluvili odpůrci festivalu. Proto již v polovině února 2014 nahlásili zamýšlenou trasu z Václavského náměstí přes ulici Na Příkopě, náměstí Republiky do Revoluční ulice, po Dvořákově nábřeží, dále přes Čechův most a po schodech na Letnou, kde připravili JarmarQ s prezentací jednotlivých LGBT organizací a odpolední hudební festival. Sraz účastníků byl ohlášen na 12. hodinu na Václavském náměstí.
V čele průvodu šel dav lidí s transparenty, za nimi následovaly alegorické vozy s tančícími lidmi v pestrobarevných kostýmech. Podle ČTK se průvodu zúčastnilo asi 15 až 17 tisíc lidí, což představovalo nepatrný pokles oproti předchozímu ročníku, patrně způsobený počasím. Stejná čísla uvedl i server iDNES.cz s odvoláním na organizátory a přidal k nim i policejní odhady 20 tisíc lidí. Česká televize uvedla, že byl průvod podle účastníků oproti předchozímu ročníku méně extravagantní. Mezi zúčastněnými bylo asi 30 zaměstnanců americké ambasády a velké množství podporujících heterosexuálů. Média zaznamenala účast např. exministryně pro lidská práva Džamily Stehlíkové, exposlance Věcí veřejných Viktora Paggia s manželkou, moderátorky Ester Janečkové s rodiči svého zesnulého synovce Filipa. Předem ji avizoval předseda ČSSD na Praze 4 Petr Horálek. Popsána byla také účast Mladých sociálních demokratů, zástupců Pirátské strany či Strany zelených.
Policie České republiky předem ohlásila dohled několika set policistů včetně členů antikonfliktního týmu. Řešila 15 menších přestupků, především souvisejících se snahami o zablokování pochodu. Tři osoby zadržela ještě před zahájením průvodu. V jedné ze skupinek, která se pokusila zablokovat cestu průvodu a byla policií zadržena, byl předseda strany NE Bruselu Adam B. Bartoš. U jednoho ze zadržených policisté našli pyrotechniku.

## Kritika a kontroverze

### Kontraakce
Mladí křesťanští demokraté svolali na sobotu 16. srpna Pochod pro rodinu, jehož ohlášená trasa měla mezi 12. a 15. hodinou vést ulicemi Washingtonovu, Politických vězňů, Panskou, přes Ovocný trh, dále Rytířskou a Skořepkou. Skončit měl v kostele sv. Jiljí s následnou bohoslužbou. Záštitu nad pochodem převzal místopředseda vlády Pavel Bělobrádek a europoslanec Tomáš Zdechovský, oba z KDU-ČSL. Akce se zúčastnilo asi 8 desítek lidí, kteří v čele nesli transparent s heslem „Rodina je základem společnosti a existence národa“. Průvod podpořilo také Hnutí pro život a Pavel Bělobrádek se ho osobně zúčastnil.
Někteří odpůrci festivalu a pochodu svolávali již na 11. hodinu k soše sv. Václava neohlášenou akci. Pozvánku zveřejnila na svých webových stránkách konzervativní strana NE Bruselu – Národní demokracie s odkazem na extremistické hnutí Svobodný odpor. Protest podpořila také iniciativa Akce D.O.S.T. Její představitel Michal Semín ku příkladu k festivalu uvedl: „Když se něco koná za zdmi, tak to nedoléhá do veřejného prostoru. Mně ale vadí, když se objeví politická podpora tohoto životního stylu.“ Server Eurozprávy.cz informoval o akci Rodina je jen jedna, muž a žena, dle serveru pořádané pravicovými radikály, k níž se svolávali účastníci prostřednictvím sociálních sítí. Server dále citoval webové stránky Svobodného odporu, podle kterých tzv. Svatováclavská legie zvala k obraně pomníku na Václavském náměstí před hanobením symbolu české státnosti. Podle ČTK se akce, koncipované jako náboženské shromáždění, zúčastnily asi tři desítky lidí, z nichž někteří slovně napadali účastníky Prague Pride. Server iDNES.cz uvedl, že v horní části Václavského náměstí bylo před započetím průvodu celkem asi 100 odpůrců festivalu.

### Účast ČEPEK
Zástupci Československé pedofilní komunity (ČEPEK) před konáním festivalu oslovili organizátory Prague Pride se žádostí uspořádat v rámci doprovodných akcí odbornou přednášku na téma pedofilie. Označili to za příležitost pro osvětu o tématu pedofilie, zatíženém množstvím předsudků a mýtů. Organizátoři program odmítli s tím, že česká společnost není na něco takového ještě připravená. Vyjádřili obavu, že prezentace ČEPEKu na sebe strhne veškerou pozornost a přehluší ostatní aktivity a témata Prague Pride. Tento postoj organizátorů Prague Pride vzbudil opakovanou kritiku komentátora Deníku Referendum Jaroslava Bicana, který upozornil na to, že (ač pochopitelným) odmítnutím tématu pedofilie Prague Pride upřednostňuje vlastní agendu před univerzálními lidskými právy, kterými se ale zaštiťuje. Podobně argumentoval také ve svém březnovém sloupku, kdy zdůraznil, že by se LGBT hnutí mělo „podílet na vysvětlování mýtů kolem pedofilie a toto úsilí považovat za součást své vlastní snahy o emancipaci“.
Podle anonymních diskutujících ve fóru skupiny ČEPEK se průvodu nakonec organizovaně zúčastnili 2 zástupci ČEPEK a 5 doprovázejících, včetně sociologa z olomoucké Univerzity Palackého Martina Fafejty, který se akce zúčastnil v rámci svého výzkumu. Ten popsal zásah policistů, kteří jej předvedli k výslechu spolu s dvojicí rozdávající letáčky. Důvodem mělo být podezření z navádění ke zneužívání dětí, které se však nepotvrdilo.